# Будинок залізничного вокзалу (Ніжин)
Будівля залізничного вокзалу — пам'ятка архітектури та пам'ятка історії місцевого значення у Ніжині. Будівля використовується за призначенням — станція «Ніжин».

## Історія
Рішенням виконкому Чернігівської обласної ради народних депутатів від 28.06.1989 № 130 надано статус «пам'ятник історії місцевого значення» з охоронним № 6971 під назвою «Комплекс залізничного вокзалу — станція Ніжин, де в роки фашистської окупації діяло 5 підпільних груп, які входили „Смерть німецьким окупантам“». 1988 року встановлено меморіальну дошку підпільникам.
Наказом Міністерства культури і туризму від 21.12.2012 № 1566 надано статус "пам'ятник архітектури місцевого значення" з охоронним № 10008-Чр під назвою "Комплекс залізничного вокзалу".
Комплекс включає нововиявлених 4 об'єкти культурної спадщини: «вокзал залізничної станції Ніжин» (1865—1868), «ремонтні майстерні та паровозне депо залізничної станції Ніжин» (кінець ХІХ століття), «контора залізничної станції Ніжин» (кінець ХІХ століття), «службовий будинок залізничної станції» ХІХ століття).

## Опис
У період 1865—1868 років за 5 км від міста Ніжина було збудовано вокзал на Курсько-Київської залізничної магістралі.
Під час німецької окупації 1942 року на залізничній станції Ніжин виникла друга у Ніжині підпільна група. Її очолював помічник чергового станції О. Кузьменко, офіцер М. Шешеня, працівник депо О. Бандисік. Підпільники зривали терміни ремонту локомотивів, збирали зброю для партизанів, переправляли до лісу ніжинців. Група діяла у контакті з Київською підпільною організацією «Смерть німецьким окупантам!».
Кам'яний, 2-поверховий, асиметричний, прямокутний у плані будинок. Фасад асиметричний, де з боку залізничної лінії ризаліти змішані від центру на захід, прикрашені рустованими пілястрами і вінчаються трикутними фронтонами шириною двох центральних пілястр. Фасад з боку Вокзальної вулиці дзеркальний фасад з боку залізничної лінії, з двома ризалітами, але при цьому східний ризаліт (тут головний вхід) з фронтоном на всю його ширину (у тимпані закріплено слово «вокзал») і 4-колонним портиком, що несе балкон 2-го поверху. З боку Вокзальної вулиці фасад має два флігелі (крила), які рівновіддалені від головного входу, але зміщені на схід від центру самого будинку — східний флігель (на відміну від західного) є бічним. Фасад оперізують міжповерховий (тяга) і карнизи, що вінчає. Вікна чотирикутні, вікна 2-го поверху прикрашені строгими наличниками. Має два входи — з боку залізничної лінії та вулиці.